# Ábranse perras
Ábranse perras es una canción interpretada por la cantante y compositora mexicana Gloria Trevi, lanzada por la discográfica Universal Music Latino el 2 de mayo de 2019 en el decimosegundo álbum de estudio Diosa de la noche. Fue lanzada plataformas digitales ese mismo día de estreno así como también el video musical en su cuenta VEVO en YouTube.

## Tracklist

### Descarga digital[6]
- Ábranse perras - 3:19

## Créditos

### Escritores[7]
- Gloria de los Ángeles Treviño
- Marcela De la Garza

### Productores[8]
- Trevi
- Jeon & YoFred